# Wiktor Dmitrienko
Wiktor Nikołajewicz Dmitrienko (ros. Виктор Николаевич Дмитренко, ur. 4 kwietnia 1991 w Primorsko-Achtarsku) – kazachski piłkarz pochodzenia rosyjskiego grający na pozycji środkowego obrońcy. Od 2015 jest zawodnikiem klubu FK Aktöbe.

## Kariera klubowa
Swoją karierę piłkarską Dmitrienko rozpoczął w 2002 roku w klubie FK Azowiec. W 2005 roku podjął treningi w Kubaniu Krasnodar. W 2008 roku awansował do pierwszej drużyny i wtedy też zadebiutował w nim w Pierwszej Dywizji. W sezonie 2009 grał z Kubaniem w Priemjer-Lidze, a na koniec tamtego sezonu spadł z Kubaniem do Pierwszej Dywizji.
W 2010 roku Dmitrienko został wypożyczony do mołdawskiego Zimbru Kiszyniów, w którym zadebiutował 11 września 2010 w zremisowanym 1:1 wyjazdowym meczu z Dacią Kiszyniów. W 2011 roku wypożyczono go do Torpeda Armawir, grającego w Drugiej Dywizji.
W 2012 roku Dmitrienko wyjechał do Kazachstanu i został zawodnikiem FK Astana. W Astanie swój debiut zaliczył 24 czerwca 2012 w wygranym 1:0 domowym meczu z Ordabasy Szymkent. W listopadzie 2012 zdobył Puchar Kazachstanu. W sezonie 2013 został wicemistrzem Kazachstanu, a w sezonie 2014 wywalczył mistrzostwo tego kraju.
W 2015 roku Dmitrienko przeszedł z Astany do FK Aktöbe. Swój debiut w nim zanotował 15 marca 2015 w wygranym 1:0 wyjazdowym meczu z FK Taraz.
| Sezon   | Klub             | Kraj       | Rozgrywki         | Mecze | Gole |
| ------- | ---------------- | ---------- | ----------------- | ----- | ---- |
| 2008    | Kubań Krasnodar  | Rosja      | Pierwyj diwizion  | 2     | 0    |
| 2009    | Kubań Krasnodar  | Rosja      | Priemjer-Liga     | 1     | 0    |
| 2010    | Kubań Krasnodar  | Rosja      | Pierwyj diwizion  | 0     | 0    |
| 2010/11 | Zimbru Kiszyniów | Mołdawia   | Divizia Națională | 10    | 0    |
| 2011/12 | Torpedo Armawir  | Rosja      | Wtoroj diwizion   | 14    | 0    |
| 2012    | FK Astana        | Kazachstan | Priemjer-Liga     | 18    | 2    |
| 2013    | FK Astana        | Kazachstan | Priemjer-Liga     | 31    | 3    |
| 2014    | FK Astana        | Kazachstan | Priemjer-Liga     | 26    | 1    |
| 2015    | FK Aktöbe        | Kazachstan | Priemjer-Liga     |       |      |

## Kariera reprezentacyjna
W reprezentacji Kazachstanu Dmitrienko zadebiutował 11 września 2012 roku w przegranym 0:2 meczu eliminacji do MŚ 2014 ze Szwecją, rozegranym w Malmö.